# فيصل عبد الهادي
فيصل قاسم عبد الهادي (1948-2006) هو رجل أعمال فلسطيني من مواليد مدينة نابلس. درس في مدارس نابلس حتى اعتقلته سلطات الاحتلال لانتمائه لحركة فتح، فانتقل بعد ذلك إلى الأردن في تشرين الثاني عام 1967، ثم ذهب إلى المملكة المتحدة والتحق بجامعة شالشي حيث تخرج عام 1976 كمهندس طيران؛ ثم عاد إلى الأردن وعمل لمدة سنة؛ ثم انتقل إلى دبي ليعمل في مجال النقل البحري وخدمات الشحن البرية والبحرية؛ وأصبح رجل أعمال ناجح في الخليج العربي في الثمانينات والتسعينات؛ بعد عام 2000، ساهم في تأسيس اللجنة الفلسطينية لدعم الانتفاضة في الإمارات العربية المتحدة؛ وعمل مديراً للجنة المشاريع في مؤسسة التعاون ومقرها جنيف، وأسس عدة شركات لتكنولوجيا المعلومات خلال 2004-2006، أبرزها كانت رابطة معايير الإنترنت العربية، والتي شكلها بالتعاون مع مدينة دبي للإعلام، وتوفي في 15 آذار/ مارس 2006 في دبي.